# Василевський Андрій Степанович
Андрій Степанович Василевський (нар. 1901, село Гнатівка Прилуцького повіту Полтавської губернії, тепер Срібнянського району, Чернігівської області — 1948, Київська область) — радянський партійний діяч, 1-й секретар Західно-Казахстанського обкому КП(б) Казахстану, 1-й секретар Богуславського та Звенигородського райкомів КП(б)У Київської області. Член ЦК КП(б) Казахстану (1940—1947). Депутат Верховної Ради СРСР 1-го скликання (з 1941 року).

## Біографія
Народився в родині селянина-бідняка. У 1914 році закінчив чотирикласне земське училище в селі Гнатівці Прилуцького повіту. У червні 1914 — жовтні 1921 року — селянин в господарстві батька, пастух в селі Гнатівці. У листопаді 1921 — вересні 1922 року — секретар Іванківського волосного комітету бідноти Прилуцького повіту.
У жовтні 1922 — травні 1924 року — червоноармієць окремого батальйону охорони Революційної військової ради СРСР у Москві.
У червні 1924 — вересні 1925 року — голова Сокиринської сільської ради Прилуцького округу.
Член ВКП(б) з березня 1925 року.
У жовтні 1925 — вересні 1927 року — курсант радянської партійної школи ІІ-го ступеня у місті Полтаві.
У листопаді 1927 — квітні 1930 року — завідувач агітаційно-пропагандистського відділу Варвинського районного комітету КП(б)У Прилуцького округу.
У травні 1930 — червні 1932 року — студент Київського фінансово-економічного інституту. У червні 1932 — березні 1933 року — аспірант Комуністичного вузу імені Артема у місті Харкові.
У квітні 1933 — квітні 1937 року — заступник начальника політичного відділу з партійно-масової роботи, начальник політичного відділу, заступник директора з політичної частини Медвинської машинно-тракторної станції (МТС) Богуславського району Київської області.
У квітні — серпні 1937 року — 2-й секретар Богуславського районного комітету КП(б)У Київської області.
У серпні 1937 — січні 1939 року — 1-й секретар Богуславського районного комітету КП(б)У Київської області.
У січні 1939 — травні 1944 року — 1-й секретар Західно-Казахстанського обласного комітету КП(б) Казахстану.
У липні 1944 — вересні 1948 року — 1-й секретар Звенигородського районного комітету КП(б)У Київської області.
Помер у вересні 1948 року.

## Нагороди
- два ордени Трудового Червоного Прапора (5.11.1940, 23.01.1948)
- орден Вітчизняної війни І-го ст.
- медалі